# Stéphane Risacher
Stéphane Rémy Daniel Risacher (Moulins, 26 agosto 1972) è un ex cestista francese.

## Carriera
Con la Francia ha disputato i Giochi olimpici di Sydney 2000 e tre edizioni dei Campionati europei (1993, 1999, 2001).

## Palmarès
- Campionato francese: 1

PSG Racing: 1996-97
- Coppa di Grecia: 1

Olympiacos: 2001-02
- Campionato spagnolo: 1

Málaga: 2005-06
- Copa del Rey: 1

Málaga: 2005